# Стеценко, Вадим Кириллович
Вадим Кириллович Стеценко (укр. Вадим Кирилович Стеценко; 15 апреля 1914, Голово-Русава, Ямпольский уезд, Подольская губерния, ныне в составе села Александровка, Томашпольский район, Винницкая область — 30 марта 1984, Киев) — украинский скрипач, музыковед и музыкальный педагог. Сын Кирилла Стеценко.
Потерял отца в восьмилетнем возрасте, закончил школу (1928) и музыкальный техникум (1932) в Киеве, в 1936 г. окончил Киевскую консерваторию по классу Давида Бертье, затем учился в аспирантуре у Андрея Ольховского и преподавал скрипку в Киевской средней специальной музыкальной школе. В 1939—1941 гг. концертировал как ансамблист. В 1940 г. защитил кандидатскую диссертацию «Истоки скрипичного концерта» (укр. Джерела скрипкового концерту; в 1980 г. опубликована в переработанном виде как монография).
В 1940—1941 и 1942—1943 гг. преподавал в Киевской консерватории, в 1943 г. выехал в Польшу, затем в Чехословакию и в 1946 г. оказался во Львове. Играл в оркестре Львовской оперы, затем в 1947—1959 гг. преподавал во Львовской консерватории, заведовал кафедрой скрипки. После этого вернулся в Киев и до конца жизни вновь преподавал в Киевской консерватории, в 1973—1979 гг. также заведовал кафедрой. Автор монографий «Закономерности интонирования на скрипке» (укр. Закономірності інтонування на скрипці; 1977), «Методика обучения игре на скрипке» (укр. Методика навчання гри на скрипці; 1980, переиздание 1982). Среди его учеников Аркадий Винокуров.
На протяжении многих лет хранил нотный и иной архив своего отца и в 1968—1973 гг. передал его в Центральный государственный архив-музей литературы и искусства Украины.
Трое детей Стеценко, в том числе скрипач Кирилл Стеценко-младший, и трое его внуков также стали музыкантами.